# Tomasz Wachnowski
Tomek Wachnowski – polski muzyk, autor, kompozytor, aranżer, piosenkarz i producent muzyczny.

## Życiorys
Od 1984 roku Tomek Wachnowski występował i zdobywał nagrody oraz wyróżnienia na takich festiwalach jak:  Ogólnopolski Przegląd Piosenki Autorskiej OPPA w Warszawie, Studencki Festiwal Piosenki w Krakowie i Festiwal Artystyczny Młodzieży Akademickiej Fama w Świnoujściu, a także w koncertach Kraina Łagodności na Festiwalu Piosenki Polskiej w Opolu. W latach 1985–1987 był związany ze studiem piosenki w klubie Politechniki Warszawskiej Riwiera-Remont prowadzonym przez Jana Kazimierza Siwka i Juliusza Loranca i Ewę Kossak.
W 1990 roku artysta podczas rocznego pobytu w USA występował dla publiczności polonijnej i amerykańskiej. Wykonywał swoje utwory między innymi w „Chopin Theater”, „Cafe Lura”, „The Edge of the Looking Glass” w Chicago. Brał również udział w programach telewizyjnych stacji Ethnic Television i Polvision, gdzie wykonywał swoje autorskie piosenki.
Tomek Wachnowski występował również w ambasadach polskich w Pekinie i w Atenach, gdzie jego autorskie piosenki zdobyły uznanie publiczności.
Po powrocie do Polski Tomek Wachnowski przygotował program „Śniegowice”, który w 1993 roku został nagrany w krakowskim studiu „Nieustraszeni Łowcy Dźwięków” z udziałem krakowskich muzyków: pianisty i aranżera Tadeusza Leśniaka  oraz saksofonisty Leszka Szczerby, a wydany na płycie pod tym samym tytułem. Wszystkie utwory nagrane na tej płycie są autorskimi piosenkami Tomka Wachnowskiego.
W 1992 roku w Dublinie została wystawiona sztuka pt. „Bunreaht Boy” autorstwa i w reżyserii Macieja Bernatta-Reszczyńskiego z Krzysztofem Kiersznowskim w roli głównej z muzyką skomponowaną przez Tomka Wachnowskiego.
Artysta trzykrotnie brał udział w Festiwalu Polskiej Piosenki w Opolu, w 1995 i 1996 roku w koncertach pt. „Kraina Łagodności”, a w 1999 roku wystąpił w koncercie Premiery, na którym wykonał swoją autorską piosenkę pt. „Byłoby miło”. Utwór został nagrodzony II miejscem w koncercie „Premiery”. Piosenka pt. „Byłoby miło” znalazła się na płycie pt. „Właśnie tak”, której premiera odbyła się we wrześniu 1999 roku.
W tym samym roku Tomek Wachnowski został wybrany  przez Jean Jacques’a Goldmana – kompozytora muzyki do filmu pt. Asterix i Obelix kontra Cezar do zaśpiewania polskiej wersji piosenki promującej ten film. Piosenka pt. „Ona nie widzi mnie” do której Tomek Wachnowski napisał również polski tekst, stała się jednym z przebojów lata 1999 roku i znalazła się na płycie „Właśnie tak” i na płycie z muzyką z filmu „Asterix i Obelix kontra Cezar”.
Pod koniec 2000 roku i na początku 2001 roku Tomek Wachnowski zagrał kilkanaście koncertów w Chicago, głównie z towarzyszeniem Mikołaja Korzystki (znanego między innymi z zespołu „Bus stop” i  zespołu „5000 Band”.
W 2003 roku Tomek Wachnowski zaprosił do współpracy wielu znanych i cenionych artystów: Grażynę Auguścik, Krzysztofa Pieczyńskiego, Leszka Szczerbę, Mieczysława Feleckiego i innych. Owocem tej współpracy była płyta pt. „Dla bogaczy pogoda” wydana przez Sony Music Entertainment Poland.

## Cytaty
Tomek Wachnowski: Mam szczęście do ludzi otwartych i hojnych, dzięki spotkaniom z nimi staję się lepszy, a czasem, mam nadzieję, mądrzejszy. Swoje piosenki śpiewałem od zawsze, przeważnie sam, czasem z zespołem, lub u boku tych, których lubię z wzajemnością. Takie kontakty pomagają zrozumieć, o co w tym wszystkim chodzi.
Piotr Woźniak: Tomek Wachnowski śpiewa o życiu, miłości i naszych tęsknotach. Naszych, bo wyjątkowość jego ballad polega na tym, że śpiewając o sobie, śpiewa o nas, jakby obdarowany przez los niezwykłym współodczuwaniem.

## Współpraca z innymi artystami
Artysta występuje solo oraz z zespołem złożonym ze znanych muzyków jazzowych i rockowych. Współpracował między innymi z zespołami: Wolna Grupa Bukowina, „Mr. Bober’s Friends”,  „Mr.ZOOB" "TBAnd", Ryszardem Styłą, Zbigniewem Łapińskim, Markiem Wierzchuckim, Adamem Palmą, Miłoszem Wośko, Krzysztofem Ścierańskim, Tadeuszem Leśniakiem, Leszkiem Szczerbą, Jerzym Filarem, Marcinem Dańcem, Jackiem Królikiem, Olą Królik, Magdą Piskorczyk i wieloma innymi.

## Działalność kompozytorska
Piosenki Tomka Wachnowskiego znajdują się zarówno na jego płytach autorskich jak i składankach pt. „Kraina Łagodności” wydawanych przez EMI i w serii „Gitarą i piórem” wydawanej przez Polskie Radio.
Tomek Wachnowski komponuje muzykę i pisze teksty również dla innych wykonawców. Piosenka jego autorstwa pt. „Znaki na niebie” śpiewana przez znakomitych artystów – Iwonę Loranc i Kubę Badacha znalazła się na ścieżce dźwiękowej filmu „Ławeczka”. W 2006 roku ukazała się płyta pt.  „Znaki na niebie” wyprodukowana przez Tomka Wachnowskiego wspólnie z Miłoszem Wośko, a piosenki zamieszczone na niej wykonuje Iwona Loranc.
Duet Georginia i José Cura wykonał w angielskiej wersji piosenkę pt. „Najdalszą z gwiazd”, którą Tomek Wachnowski napisał wspólnie z Piotrem Rubikiem. Ponadto w repertuarze Georginii, na jej debiutanckiej znalazły się dwie piosenki: „Dwa słowa nieprzytomne” i „We śnie” tego autora. Piosenkę pt. „Most między nami” do filmu pt. „6 dni strusia” z tekstem Tomka Wachnowskiego śpiewała popularna wokalistka Katarzyna Cerekwicka.
Autor napisał również teksty piosenek:  „Jakie szkło”, „Kłam sam na sam”, „Nie szukaj mnie” na debiutancką płytę Katarzyny Stankiewicz. Na debiutanckiej płycie wokalistki jazzowej Anny Stępniewskiej znajdują się dwie piosenki z tekstem Tomka Wachnowskiego; „Byłam” i „Niecały czas”.
Artysta występuje również na „Famach”, Olsztyńskich Spotkaniach Zamkowych – „Śpiewajmy poezję”, w Borowicach i w Karpaczu na „Gitarą i piórem”, na „Bieszczadzkich Aniołach” w Cisnej, czy na mazurskim „Zajeździe Bardów”. Tomek Wachnowski wystąpił ze swoim recitalem w ramach telewizyjnego cyklu pt. „Powrót Bardów” (TVP1), a w 2000 roku został wyprodukowany i pokazany przez telewizję polską reportaż  Jędrzeja Dutkiewicza pt. ”Tomek Wachnowski – Właśnie tak”.
Po piosenki Tomka sięgają też inni wykonawcy: Iwona Loranc, Grażyna Łobaszewska, Leszek Dranicki, Marek Dyjak, Marcin Daniec i inni. Bierze też udział jako wykonawca w koncertach; „Kolega z pracy” i „Radio Wolna Europa” – z piosenkami Jacka Kaczmarskiego czy „Niechaj zabrzmi” i „Maestro bezdomny” z piosenkami Wojciecha Bellona.
Jest członkiem stowarzyszenia autorów ZAiKS i stowarzyszenia wykonawców SAWP. Jest członkiem założycielem stowarzyszenia Grupa rozwoju Artystycznego G.R.A.

## Nagrody i wyróżnienia
- 1984 – wyróżnienie na Ogólnopolskim Przeglądzie Piosenki Turystycznej „Włóczęga”,
- 1985 – II nagroda na Ogólnopolskim Przeglądzie Piosenki Turystycznej „Włóczęga”,
- 1985 – II nagroda „Dębowy szczebel do kariery” na Spotkaniu Twórców i Wykonawców Piosenki Autorskiej w Myśliborzu i nagroda Zarządu Głównego ZAKR,
- 1985 – III nagroda na Ogólnopolskim Przeglądzie Piosenki Autorskiej OPPA w Warszawie i nagroda Tygodnika „Radar” za najlepszy debiut,
- 1986 – III nagroda na Studenckim  Festiwalu Piosenki w Krakowie i nagroda specjalna Almatur,
- 1999 – II miejsce w koncercie „Premiery” na Festiwalu Piosenki Polskiej w Opolu za wykonanie piosenki „Byłoby miło”.
- 2011 – Nagroda Okolicznościowa z okazji jubileuszu 25-lecia działalności artystycznej przyznana przez Ministra Kultury i Dziedzictwa Narodowego Bogdana Zdrojewskiego.
- 2013 – X Festiwal im. Jacka Kaczmarskiego „Nadzieja” – Grand Prix i Nagroda Prezydenta Bronisława Komorowskiego, Kołobrzeg.
- 2014 – 18 Ogólnopolski Festiwal Piosenki Artystycznej – Grand Prix i Nagroda Muzeum Polskiej Piosenki w Opolu – Rybnik.
- 2015 -  Południca - Festiwal inspirowany twórczością K.Grześkowiaka - III miejsce
- 2019 - VII Festiwal Piosenki Dołującej - Grand Prix

## Udział w festiwalach i przeglądach piosenek
- 1986 – Koncert piosenkarski Fama 1986 „Niech Pada Śnieg”,
- 1989 – udział w koncercie wigilijnym w Radiowej Trójce,
- 1991 – koncert „Góra Szybowcowa” – Jelenia Góra,
- 1993 – udział koncercie z okazji 25-lecia pracy twórczej Adama Ziemianina – Filharmonia Krakowska,
- 1995 – udział w koncercie „Kraina łagodności” na festiwalu Piosenki Polskiej w Opolu,
- 1996 – udział w koncercie „Kraina łagodności” na festiwalu Piosenki Polskiej w Opolu,
- 2002 – Koncert „3 x BARDziej” – w ramach cyklu 3 koncertów w „Teatrze Małym” w Warszawie,
- 2002–2003 – współpraca ze „Sceną Zaułek” prowadzoną przez Wojciecha Gęsickiego w Teatrze Nowym w Warszawie.
- 2014-2020 – współpraca z Nowohuckim Centrum Kultury - m.in. koncerty dla Wojtka Bellona
- 2015-2020 – współpraca z Agencją Kwart - Ogólnopolskiego Festiwalu Dzieci i Młodzieży "Piosenki Jana Wojdaka"

## Dyskografia
Źródło: Discogs
- 1993 – cd „Śniegowice” (wydawca Peter-Max)
- 1999 – cd „Właśnie tak” (wydawca Sony Music Entertainment Poland)
- 2003 – cd „Dla bogaczy pogoda” (wydawca Sony Music Entertainment Poland)
- 2003 – singiel „Spotkajmy się w niebie”
- 2010 – cd „Tomek Wachnowski śpiewa piosenki Wolnej Grupy Bukowiny” (wydawca Bank Gospodarki Krajowej)
- 2010 – cd „Piosenki dla dorosłych” (wydawca MTJ)
- 2012 – cd „Piosenki, które lubię” (wydawca MTJ)
- 2012 – cd „Ludzie lubią mieć” (wydawca MTJ)
- 2018 – cd „Kołomyja i pic”
- 2021 – cd "Oratorium Jędrzejowskie"
- 2022 – cd "Wysocki osobisty"

Składanki z udziałem Tomka Wachnowskiego:
- „Dla bliskich i dalekich” – Polskie Nagrania 1987
- „Niechaj zabrzmi – Wolna Grupa Bukowina” – wydawca Pomaton EMI,
- „Kraina Łagodności” – spotkanie II i IV,
- „Gitarą i piórem” i „Gitarą i piórem 2”
- „OPPA”,
- „Zajazd Bardów”,
- „La vie est une chanson nad Wisłą” – wydawca MTJ,
- „Asterix i Obelix kontra Cezar” – muzyka do filmu – wydawca Sony Music Entertainment Poland,
- „Super hity” vol. 2 i vol. 4 – wydawca Sony Music Entertainment Poland,
- „Christmas Time” – Galapagos 2008.
- „Jaromir Nohavica zaśpiewany” MTJ 2015
- „Koncert Najskrytszych Marzeń 2” MTJ 2016
- „Gitarą i piórem 4” Polskie Radio 2016

## Współpraca z RTV
- sygnał i oprawa dla Studia Reportażu i Dokumentu Polskiego Radia, oprawa muzyczna,
- oprawa  muzyczna programu pt. „Ktoś Ogromnie Tajemniczy” – TV4,
- reportaż Janusza Deblessema pt. „Skazany na duchowość” – Polskie Radio Program III,
- ilustracja muzyczna książki tygodnia pt. „Biała gorączka” czytanej przez autora – Jacka Hugo-Badera – Polskie Radio Program III.
- ilustracja muzyczna powieści Sylwii Chutnik pt.  „Cwaniary” - Polskie Radio Program III 2013
- ilustracja muzyczna Szczepana Twardocha pt.  „Drach” - Polskie Radio Program III 2014
- ilustracja muzyczna  powieści Andrzeja Muszyńskiego pt. „Podkrzywdzie” - Polskie Radio Program III 2015
- ilustracja muzyczna powieści Anny Dziewit-Meller pt. „Góra Tajget” - Polskie Radio Program III 2016
- ilustracja muzyczna opowiadania Pawła Huelle pt. „Most” czytanego przez autora - Polskie Radio Program III 2016
- ilustracja muzyczna książki Katarzyny Nosowskiej pt. "A ja żem jej powiedziała" - Polskie Radio Program III 2018
- ilustracja muzyczna powieści Wojciecha Chmielarz pt. "Rana" - Polskie Radio Program III 2019
- ilustracja muzyczna powieści Julii Fiedorczuk "Pod słońcem" -  Polskie Radio Program III 2020
- Udział w akcjach charytatywnych WOŚP, Fundacji „Dr Clown”, „ Ratuj Dzieci”, Fundacji „Ministerstwo Uśmiechu”.